# Pyrrosia albicans
Pyrrosia albicans är en stensöteväxtart som först beskrevs av Bl., och fick sitt nu gällande namn av Ren-Chang Ching. Pyrrosia albicans ingår i släktet Pyrrosia och familjen Polypodiaceae. Inga underarter finns listade.